# Revenge (1.ª temporada)
A primeira temporada de Revenge, uma série de televisão americana de drama criada por Mike Kelley e é estrelada por Madeleine Stowe e Emily VanCamp. Estreou em 21 de setembro de 2011 e terminou em 23 de maio de 2012 após 22 episódios. A temporada focou e mostrou a vida de Amanda Clark, que volta aos Hamptons como Emily Thorne para vingar a morte de seu pai.
A primeira temporada foi recebida com ótimas recepções criticas e também tornou se a estreia de maior audiência da ABC, chegando a ser liderança de todo os Estados Unidos no seu horário.

## Sinopse
Emily Thorne, cujo verdadeiro nome é Amanda Clarke, volta aos Hamptons para se vingar das pessoas que destruíram sua família e causaram a morte de seu pai. Quando Amanda era criança seu pai foi preso acusado injustamente de terrorismo, sendo julgado e condenado a prisão, onde acabou morrendo. Amanda sente que teve a vida destruída por essas pessoas que armaram contra seu pai, fazendo com que ela passasse sua infância na detenção juvenil. Quando completou 18 anos, ela foi solta e recebeu a herança de seu pai, além de uma caixa contendo detalhes sobre as pessoas que destruíram a vida deles, assim ela muda seu nome e resolve se vingar de cada um deles destruindo suas vidas.

## Elenco

### Elenco principal
- Emily VanCamp como Emily Thorne/Amanda Clarke (22 episódios)
- Madeleine Stowe como Victoria Grayson  (22 episódios)
- Gabriel Mann como Nolan Ross  (22 episódios)
- Nick Wechsler como Jack Porter (21 Episódios)
- Henry Czerny como Conrad Grayson  (21 episódios)
- Ashley Madekwe como Ashley Davenport (20 episódios)
- Joshua Bowman como Daniel Grayson  (20 episódios)
- Christa B. Allen como Charlotte Grayson  (20 episódios)
- Connor Paolo como Declan Porter (20 episódios)[2]

### Recorrentes
- James Tupper como David Clarke (13 episódios)
- Margarita Levieva como Amanda Clarke/Emily Thorne (10 episódios)
- Emily Alyn Lind como Amanda Clarke (aos 09 anos) (9 episódios)
- Amber Valletta como Lydia Davis (9 episódios)
- Ashton Holmes como Tyler Barrol (11 episódios)
- Max Martini como Frank Stevens (7 episódios)
- Ingledi Alves como Jenice Grayson (8 epsodio)
- Hiroyuki Sanada como Satoshi Takeda (4 episódios)
- Jamal Duff como Big Ed (3 episódios)
- William Devane como Edward Grayson (2 episódios)
- CCH Pounder como Warden Sharon Stiles (2 episódios)
- James McCaffrey como Ryan Huntley (4 episódios)
- Merrin Dungey como Barbara Snow (3 episódios)
- Courtney B. Vance como Benjamin Brooks (4 episódios)
- James Purefoy como Dominik Wright (2 episódios)
- Roger Bart como Leo "Mason" Treadwell (3 episódios)
- Veronica Cartwright como Juíza Elizabeth Hawthorne (2 episódios)
- Cassius Willis como Detetive Robert Gunther (4 episódios)[2]

## Episódios
| No. geral | No. | Título       | Dirigido por       | Escrito por                                                      | Exibição                | Audiência (milhões) |
| --------- | --- | ------------ | ------------------ | ---------------------------------------------------------------- | ----------------------- | ------------------- |
| 1         | 1   | "Pilot"      | Phillip Noyce      | Mike Kelley                                                      | 21 de Setembro de 2011  | 10.02               |
| 2         | 2   | "Trust"      | Phillip Noyce      | Mike Kelley & Joe Fazzio                                         | 28 de Setembro de 2011  | 8.54                |
| 3         | 3   | "Betrayal"   | Matt Earl Beesley  | Salvatore Stabile                                                | 5 de Outubro de 2011    | 7.68                |
| 4         | 4   | "Duplicity"  | Matt Shakman       | Wendy Calhoun                                                    | 12 de Outubro de 2011   | 7.90                |
| 5         | 5   | "Guilt"      | Kenneth Fink       | Nikki Toscano                                                    | 19 de Outubro de 2011   | 7.94                |
| 6         | 6   | "Intrigue"   | Tim Hunter         | Dan Dworkin & Jay Beattie                                        | 26 de Outubro de 2011   | 8.72                |
| 7         | 7   | "Charade"    | Sanford Bookstaver | Mark B. Perry                                                    | 2 de Novembro de 2011   | 8.58                |
| 8         | 8   | "Treachery"  | Bobby Roth         | Ryan Scott                                                       | 16 de Novembro de 2011  | 7.98                |
| 9         | 9   | "Suspicion"  | Bethany Rooney     | Salvatore Stabile                                                | 23 de Novembro de 2011  | 7.30                |
| 10        | 10  | "Loyalty"    | J. Miller Tobin    | Wendy Calhoun & Nikki Toscano                                    | 7 de Dezembro de 2011   | 7.35                |
| 11        | 11  | "Duress"     | Jamie Babbit       | Elle Triedman                                                    | 4 de Janeiro de 2012    | 8.06                |
| 12        | 12  | "Infamy"     | Matt Earl Beesley  | Dan Dworkin & Jay Beattie                                        | 11 de Janeiro de 2012   | 7.58                |
| 13        | 13  | "Commitment" | Kenneth Fink       | Mark B. Perry & Liz Tigelaar                                     | 18 de Janeiro de 2012   | 7.67                |
| 14        | 14  | "Perception" | Tim Hunter         | Nikki Toscano & Sallie Patrick                                   | 8 de Fevereiro de 2012  | 7.70                |
| 15        | 15  | "Chaos"      | Sanford Bookstaver | Mark Fish & Joe Fazzio                                           | 15 de Fevereiro de 2012 | 7.69                |
| 16        | 16  | "Scandal"    | Kenneth Fink       | Elle Triedman                                                    | 29 de Fevereiro de 2012 | 7.53                |
| 17        | 17  | "Doubt"      | Matt Earl Beesley  | História por: Mike Kelley Roteiro por: Dan Dworkin & Jay Beattie | 18 de Abril de 2012     | 7.77                |
| 18        | 18  | "Justice"    | Bobby Roth         | Liz Tigelaar & Sallie Patrick                                    | 25 de Abril de 2012     | 7.03                |
| 19        | 19  | "Absolution" | Sanford Bookstaver | Nikki Toscano & Ryan Scott                                       | 2 de Maio de 2012       | 7.14                |
| 20        | 20  | "Legacy"     | Eric Laneuville    | Dan Dworkin & Jay Beattie                                        | 9 de Maio de 2012       | 7.01                |
| 21        | 21  | "Grief"      | Randy Zisk         | Mark Fish & Joe Fazzio                                           | 16 de Maio de 2012      | 6.90                |
| 22        | 22  | "Reckoning"  | Sanford Bookstaver | Mike Kelley & Mark B. Perry                                      | 23 de Maio de 2012      | 7.85                |

## Prêmios e indicações
| Ano  | Premiação                                         | Categoria                           | Prêmios         | Resultado |
| ---- | ------------------------------------------------- | ----------------------------------- | --------------- | --------- |
| 2012 | TV.com Awards                                     | Guilty Pleasure Favorito            | Revenge         | Venceu    |
| 2012 | People's Choice Awards                            | Nova série de drama favorita        | Revenge         | Indicado  |
| 2012 | Golden Globe Awards                               | Melhor Atriz Em Série de Drama      | Madeleine Stowe | Indicado  |
| 2012 | Gay and Lesbian Entertainment Critics Association | Melhor programa de televisão do ano | Madeleine Stowe | Indicado  |
| 2012 | NewNowNext Awards                                 | Best New Indulgence                 | Revenge         | Venceu    |
| 2012 | NewNowNext Awards                                 | Next Mega Star                      | Emily VanCamp   | Indicado  |

## DVD e Blu-ray
O BOX da primeira temporada de Revenge será lançada em DVD na região 1, em 21 de agosto de 2012. BOX inclui todos os 22 episódios e bônus especias, como "World Nolan: uma entrevista com o famoso Nolan Ross", "Lifestyles Of The Rich And Dangerous: The Making of Revenge", "Hamptons Limite: Preparando para a Vida At The Shore"; cenas deletadas e erros de gravação. O blu-ray ainda não foi lançado.